# Schottische Badmintonmeisterschaft 2018
Die Schottische Badmintonmeisterschaft 2018 fand vom 2. bis zum 4. Februar 2018 in Perth statt.

## Medaillengewinner
| Disziplin    | Gold                               | Silber                           | Bronze                         |
| ------------ | ---------------------------------- | -------------------------------- | ------------------------------ |
| Herreneinzel | Kieran Merrilees                   | Matthew Carder                   | Christopher Grimley            |
| Herreneinzel | Kieran Merrilees                   | Matthew Carder                   | Ben Torrance                   |
| Dameneinzel  | Kirsty Gilmour                     | Julie MacPherson                 | Rachel Cameron                 |
| Dameneinzel  | Kirsty Gilmour                     | Julie MacPherson                 | Lauren Middleton               |
| Herrendoppel | Alexander Dunn Adam Hall           | Martin Campbell Patrick MacHugh  | Danny Leinster Steven Stewart  |
| Herrendoppel | Alexander Dunn Adam Hall           | Martin Campbell Patrick MacHugh  | Matthew Carder Ben Torrance    |
| Damendoppel  | Julie MacPherson Eleanor O’Donnell | Holly Newall Ciara Torrance      | Rachel Andrew Rachel Cameron   |
| Damendoppel  | Julie MacPherson Eleanor O’Donnell | Holly Newall Ciara Torrance      | Basia Grodynska Rachel Sugden  |
| Mixed        | Alexander Dunn Eleanor O’Donnell   | Martin Campbell Julie MacPherson | Patrick MacHugh Kirsty Gilmour |
| Mixed        | Alexander Dunn Eleanor O’Donnell   | Martin Campbell Julie MacPherson | Adam Hall Ciara Torrance       |